# Kiefer Sutherland
Kiefer William Frederick Dempsey George Rufus Sutherland (ur. 21 grudnia 1966 w Paddington) – kanadyjski aktor, producent i reżyser filmowy i telewizyjny.
9 grudnia 2008 otrzymał gwiazdę w Alei Gwiazd w Los Angeles znajdującą się przy 7024 Hollywood Boulevard.

## Życiorys

### Wczesne lata
Urodził się w Paddington w Londynie jako syn pary aktorskiej Shirley Douglas (1934-2020) i Donalda Sutherlanda (1935-2024), u boku którego debiutował w komediodramacie Powrót Maksa Dugana (Max Dugan Returns, 1983). Jest siedem minut starszy od swojej siostry bliźniaczki Rachel. Na podstawie praw ius soli i ius sanguinis posiada paszporty kanadyjski oraz brytyjski. Jego dziadek Tommy Douglas był założycielem socjalistycznej Partii Kanady.
Kiedy miał 10 lat przeprowadzili się wraz z matką do Toronto. Aktorstwem zainteresował się mając 14 lat, po obejrzeniu na scenie sztuki Kto się boi Virginii Woolf? ze swoją matką. Zaczął występować w teatrze. W wieku 15 lat porzucił naukę w szkole katolickiej w Ottawie. Mając 16 lat był modelem w reklamach jeansów firmy Levi’s (zarobił na tym 4 tys. dolarów).

### Kariera
Za rolę Donalda Campbella w dramacie The Bay Boy (1984) z Liv Ullmann był nominowany do nagrody Genie. Po przeprowadzce do Los Angeles pojawił się w jednym z odcinków serialu sci-fi Stevena Spielberga Niesamowite historie (Amazing Stories, 1985) u boku Kevina Costnera i Anthony’ego LaPaglii, wystąpił w telewizyjnym dramacie ABC Bractwo sprawiedliwych (Brotherhood of Justice, 1986) z Keanu Reevesem, melodramacie kryminalnym W swoim kręgu (At Close Range, 1986) u boku Seana Penna i Christophera Walkena, dramacie przygodowym na podstawie powieści Stephena Kinga Stań przy mnie (Stand by Me, 1986) z Riverem Phoenixem i dramacie W pogoni za szczęściem (Promised Land, 1987) u boku Meg Ryan.
Zagrał postać Davida – seksownego przywódcę wampirów w komediowym horrorze Straceni chłopcy (The Lost Boys, 1987). Długo nie mógł przebić się do czołówki amerykańskich aktorów. Wraz z Jasonem Patrikiem, Charlie Sheenem i Emilio Estevezem tworzyli w latach 80. grupę zwaną „brat pack” – młodych, popularnych, dużo grywających aktorów, o których rozpisywały się kolorowe magazyny. W ich dorobku przeważały role drugoplanowe, które trudno byłoby zaliczyć do wielkich kreacji.
W latach 90. pokazał, że potrafi być aktorem wszechstronnym: wystąpił między innymi w Zniknięciu z Sandrą Bullock, westernie Młode strzelby (Young Guns I & II, 1988 i 1990), dramacie sądowym Ludzie honoru (A Few Good Men, 1992), filmie przygodowym Trzej muszkieterowie (The Three Musketeers, 1993). Z czasem jego znakiem firmowym stały się role czarnych charakterów, podobnych do groźnego maniaka z filmu Spojrzenie mordercy (Freeway, 1996) czy rasistowskiego fanatyka z dramatu Czas zabijania (A Time To Kill, 1996).
W roku 2001 pojawił się w głównej roli agenta Jacka Bauera w kryminalnym cyklu 24 godziny (24). Ten nowatorski, przedstawiający wydarzenia w czasie rzeczywistym serial zdobył znaczną popularność i uznanie krytyki. Za tę rolę dostał w roku 2002 nagrodę Złotego Globu oraz dwukrotnie nagrodę Złotej Satelity (2002, 2003) i Screen Actors Guild Award (2004, 2006).
Użyczył również głosu postaci Big Bossa w obu częściach gry Metal Gear Solid V.
W latach 2016–2019 występował w serialu Designated Survivor w głównej roli prezydenta Thomasa Kirkmana.

## Życie prywatne
Spotykał się z Sherilyn Fenn i Jaid Barrymore. 12 września 1987 poślubił aktorkę i producentkę Camelię Kath, z którą ma córkę Sarah Jude (ur. 1988). Jednak 1 lutego 1990 doszło do rozwodu. W latach 1989–1991 romansował z aktorką Julią Roberts, która trzy dni przed weselem porzuciła go, wyjeżdżając do Europy z jego przyjacielem Jasonem Patrickiem. Spotykał się z tancerką Amandą Rice (1991–1992) i Lisą Stothard (1994). 29 czerwca 1996 roku ożenił się z Kelly Winn (ur. 1963). Jednak ten związek przetrwał tylko do sierpnia 1999, formalnie zakończył się rozwodem 19 maja 2004. Spotykał się z Bo Derek (2000), Catherine Bisson (2001–2005), Reiko Aylesworth (2003–2005), Tricią Cardozo (2005−2006), Ashley Scott (2008) i Siobhan Bonnouvrier (2009).

## Filmografia

### Filmy fabularne
- Powrót Maxa Dugana (Max Dugan Returns, 1983) jako Bill
- Chłopiec z zatoki (The Bay Boy, 1984) jako Donald Campbell
- Bractwo sprawiedliwych (Brotherhood of Justice, 1986) jako Victor
- W pułapce milczenia (Trapped in Silence, 1986) jako Kevin Richter
- W swoim kręgu (At Close Range, 1986) jako Tim
- Stań przy mnie (Stand by Me, 1986) jako Ace Merrill
- Straceni chłopcy (The Lost Boys, 1987) jako David
- Czas zabijania (The Killing Time, 1987) jako Nieznajomy
- W pogoni za szczęściem (Promised Land, 1987) jako Danny
- Szalony księżyc (Crazy Moon, 1987) jako Brooks
- Jasne światła, wielkie miasto (Bright Lights, Big City, 1988) jako Ted Aligash
- Młode strzelby (Young Guns, 1988) jako Josiah G. Doc Scurlock
- Rok 1969 (1969, 1988) jako Scott
- Renegaci (Renegades, 1989) jako Buster McHenry
- Linia życia (Flatliners, 1990) jako Nelson Wright
- Migawka z przeszłości (Flashback, 1990) jako John Buckner
- Chicago Joe i aktoreczka (Chicago Joe and the Showgirl, 1990) jako Karl Hulten
- Dziadek do orzechów (The Nutcracker Prince, 1990) jako dziadek do orzechów (głos)
- Młode strzelby II (Young Guns II, 1990) jako Josiah Gordon Doc Scurlock
- Twin Peaks: Ogniu krocz ze mną (Twin Peaks: Fire Walk with Me, 1992) jako agent FBI Sam Stanley
- Artykuł 99 (Article 99, 1992) jako doktor Peter Morgan
- Ludzie honoru (A Few Good Men, 1992) jako pułkownik. Jonathan Kendrick
- Cela śmierci (Last Light, 1993) jako Denver Bayliss
- Trzej muszkieterowie (The Three Musketeers, 1993) jako Atos
- Zaginiona bez śladu (The Vanishing, 1993) jako Jeff
- Rodeo w Nowym Jorku (The Cowboy Way, 1994) jako Sonny
- Zakładniczka  (Teresa's Tattoo, 1994) jako oficer
- Duke of Groove (1996) jako The Host
- Spojrzenie mordercy  (Freeway, 1996) jako Bob Wolverton
- Czas zabijania  (A Time to Kill, 1996) jako Freddie Cobb
- Oko za oko  (Eye for an Eye, 1996) jako Robert Doob
- Ostatni skok  (Truth or Consequences, N.M., 1997) jako Curtis Freley
- Ostatnie dni Frankiego Muchy  (The Last Days of Frankie the Fly, 1997) jako Joey
- Rozstanie  (Break Up, 1998) jako John Box
- Mroczne miasto  (Dark City, 1998) jako dr Daniel Poe Schreber
- Kontrola lotów  (Ground Control, 1998) jako Jack Harris
- Dziewczyna żołnierza  (A Soldier’s Sweetheart, 1998) jako Rat Kiley
- Pierwsza była Alice  (After Alice, 1999) jako Mickey Hayden
- Cios  (Beat, 2000) jako William S. Burroughs
- Przynęta  (The Right Temptation, 2000) jako Michael
- Narzędzia zbrodni  (Desert Saints, 2000) jako Arthur Banks
- Dar z nieba  (Picking up the Pieces, 2000) jako Bobo
- Kobieta potrzebna od zaraz  (Woman Wanted, 2000) jako Wendell Goddard
- Ogniste rodeo  (Cowboy Up, 2001) jako Hank Braxton
- Droga do wolności  (To End All Wars, 2001) jako pułkownik. Tom Rigden
- Telefon (Phone Booth, 2002) jako dzwoniący
- Wyścig z mafią  (Dead Heat, 2002) jako Pally LaMarr
- Za czerwonymi drzwiami  (Behind the Red Door, 2002) jako Roy
- Raj odnaleziony  (Paradise Found, 2003) jako Paul Gauguin
- Złodziej życia  (Taking Lives, 2004) jako Hart
- River Queen (2005) jako Doyle
- Strażnik  (The Sentinel, 2006) jako agent David Breckinridge
- 24 godziny: Wybawienie  (24: Redemption, 2008) jako Jack Bauer
- Lustra (Mirrors, 2008) jako Ben Carson
- Melancholia (2011) jako John
- Uznany za fundamentalistę (The Reluctant Fundamentalist, 2012) jako Jim Cross
- Pompeje (2014) jako Corvus
- Forsaken (2015) jako John Henry Clayton
- Zoolander 2 (2016) jako on sam (cameo)
- Where Is Kyra? (2017) jako Doug
- Linia życia (Flatliners, 2017) jako dr Barry Wolfson

### Seriale TV
- Niesamowite historie (Amazing Stories, 1985–1987) jako Static (gościnnie)
- Upadłe anioły (Fallen Angels, 1993–1995) jako Matt Cordell (gościnnie)
- Wodnikowe Wzgórze (Watership Down, 1999–2001) jako Orzesznik (głos, sezon 2)
- 24 godziny (24, 2001–2010) jako Jack Bauer
- Touch (2012–2013) jako Martin Bohm
- Designated Survivor (2016–2019) jako prezydent Thomas Kirkman
- Rabbit Hole (2023) jako John Weir

### Reżyser
- Cela śmierci (Last Light, 1993)
- Ostatni skok (Truth or Consequences, N.M., 1997)
- Kobieta potrzebna od zaraz (Woman Wanted, 2000)

### Gry komputerowe
- Call of Duty: World at War (sierżant Roebuck)
- Metal Gear Solid V: Ground Zeroes (Big Boss)
- Metal Gear Solid V: The Phantom Pain (Big Boss)